# 高车村
高车村位于中国广西的东南部，高车村位于北流市东北面，与容县交界，有洛湛铁路、广南高速路出口等交通优越，矿石资源丰富。全村管辖27个村民小组，现有人口7869人，农户1634户，耕地面积2895亩；村党委下设3个支部，党员112名。